# Syntrophothermus
Syntrophothermus è un genere di batterio appartenente alla famiglia d